# Anmyeon-eup
Anmyeon-eup (koreanska: 안면읍) är en köping i Sydkorea.   Den ligger i kommunen Taean-gun och provinsen Södra Chungcheong, i den västra delen av landet, 130 km söder om huvudstaden Seoul. Anmyeon-eup består av större delen av ön Anmyeondo och några få kringliggande öar.
I norra delen av Anmyeon-eup ligger en del av Taeanhaean nationalpark.